# Fritz Marsch
Fritz Marsch (* 1. Juni 1926 in Graz; † 3. Oktober 2009 in Wien) war ein österreichischer Politiker (SPÖ). Marsch war Abgeordneter zum Landtag von Niederösterreich, Mitglied des Bundesrates, Abgeordneter zum Nationalrat und SPÖ-Zentralsekretär.

## Biografie
Fritz Marsch war der Sohn des gleichnamigen Fritz Marsch (1894–1945), der am 3. April 1945 in der heutigen Belgierkaserne in Wetzelsdorf als sozialistischer Widerstandskämpfer ermordet wurde. Er besuchte von 1932 bis 1936 die Volksschule in Rottenmann und wechselte im Anschluss an das Realgymnasium Graz, das er 1944 mit der Matura abschloss. Während des Zweiten Weltkrieges leistete er zwischen 1944 und 1945 ein Jahr Militärdienst ab und absolvierte von 1945 bis 1946 die staatliche Handelsakademie in Graz, die er ebenfalls mit der Matura abschloss. Marsch studierte in der Folge an der Hochschule für Welthandel in Wien, an der er die 1. Staatsprüfung ablegte.
Nachdem Marsch von 1945 bis 1946 im elterlichen Betrieb mitgearbeitet hatte, war er zwischen 1948 und 1950 bei der Arbeiterkammer Wien in der Volkswirtschaftlichen Abteilung als Außenhandelsreferent tätig. Er arbeitete im Anschluss von 1951 bis 1953 als Landesjugendreferat Wien und war danach von 1953 bis 1959 als Mitglied des Präsidiums und Erster Sekretär des Österreichischen Bundesjugendrings beschäftigt. Marsch war von 1960 bis 1970 als Landesparteisekretär der SPÖ Niederösterreich tätig und hatte im Anschluss von 1970 bis 1987 das Amt des Zentralsekretärs der SPÖ inne. 1993 wurde ihm der Berufstitel Professor verliehen.

## Politik
Marsch engagierte sich bereits während seiner Studienzeit in der Politik und war von 1947 bis 1949 Obmann des Verbandes Sozialistischer Studenten. Er vertrat die SPÖ vom 19. November 1964 bis zum 5. November 1970 im Niederösterreichischen Landtag und war danach vom 19. November 1970 bis zum 2. November 1971 Mitglied des Bundesrates. Im Anschluss vertrat Marsch die SPÖ zwischen dem 4. November 1971 und dem 13. Februar 1987 im Nationalrat. Während dieser Zeit wirkte Marsch von 1979 bis 1987 als Vorsitzender des Außenpolitischen Ausschusses, zudem war er von 1982 bis 1987 Obmannstellvertreter des Klubs Sozialistischer Abgeordneter und Bundesräte. 
Marsch war von 1970 bis 1974 Mitglied des ORF-Aufsichtsrates, von 1986 bis 1990 ehrenamtlicher Präsident der „Österreichisch-Ungarischen Vereinigung“ und ab 1989 ehrenamtlicher Präsident des „Vereines für Geschichte der Arbeiterbewegung“.
Fritz Marsch wurde auf dem Grinzinger Friedhof (Gruppe 1, Reihe B, Nummer 64) in Wien bestattet.

## Auszeichnungen
- Großes Goldenes Ehrenzeichen für Verdienste um die Republik Österreich
- Großes Silbernes Ehrenzeichen mit dem Stern für Verdienste um die Republik Österreich
- Großes Goldenes Ehrenzeichen des Landes Steiermark
- Komtur mit Stern des Verdienstordens der Republik Ungarn (1996)